# Fortum
Fortum es una empresa energética estatal ubicada en Espoo, Finlandia. Se centra principalmente en la región nórdica. Fortum opera plantas de energía, incluidas plantas de cogeneración, y genera y vende electricidad y calor. La empresa también vende servicios de residuos como reciclaje, reutilización, soluciones de eliminación final y servicios de remediación de suelos y construcciones ambientales, y otros servicios y productos relacionados con la energía, servicios de consultoría para centrales eléctricas y carga de vehículos eléctricos. Fortum cotiza en la bolsa de valores Nasdaq Helsinki.
En 2020, Fortum era la empresa más grande de Finlandia por ingresos. La mayor parte de sus ingresos provino de Uniper, que se convirtió en filial de Fortum en marzo de 2020. Uniper fue nacionalizada por Alemania el 21 de septiembre de 2022 por 8 mil millones de euros. Fortum es el tercer productor europeo de electricidad libre de carbono, el segundo productor europeo de energía nuclear y uno de los mayores proveedores de gas.

## Historia
El predecesor de Fortum fue Imatran Voima (IVO), que se fundó en 1932 para explotar la central hidroeléctrica Imatrankoski en Imatra.
La construcción de la central eléctrica de Imatra comenzó ya en 1922, así como las líneas eléctricas de Imatra a Helsinki y la central eléctrica se inauguró en mayo de 1929. El gobierno finlandés tomó la decisión de establecer Imatran Voima Osakeyhtiö (IVO) en mayo de 1932.
Imatran Voima adquirió y construyó otras centrales eléctricas, como las centrales hidroeléctricas más grandes a lo largo del río Oulujoki, las centrales eléctricas de carbón de Ingå y Naantali y la central nuclear de Loviisa.
En 1997 se llegó a un acuerdo de fusión entre Neste e IVO.
Fortum Corporation se fundó en 1998. Surgió de la fusión de Imatran Voima y Neste, la compañía petrolera nacional finlandesa.
En 2003, Fortum compró partes de Fredrikstad Energi y Fredrikstad Energi Nett en un acuerdo de intercambio con E.ON.
En 2005, la mayoría de los activos de Neste se vendieron a una empresa independiente que cotiza en bolsa.
En 2015, Fortum conectó su primer parque solar totalmente nuevo, en el marco de la iniciativa Fase II de la Misión Solar Nacional Jawaharlal Nehru (JNNSM), en Madhya Pradesh.

## Generación

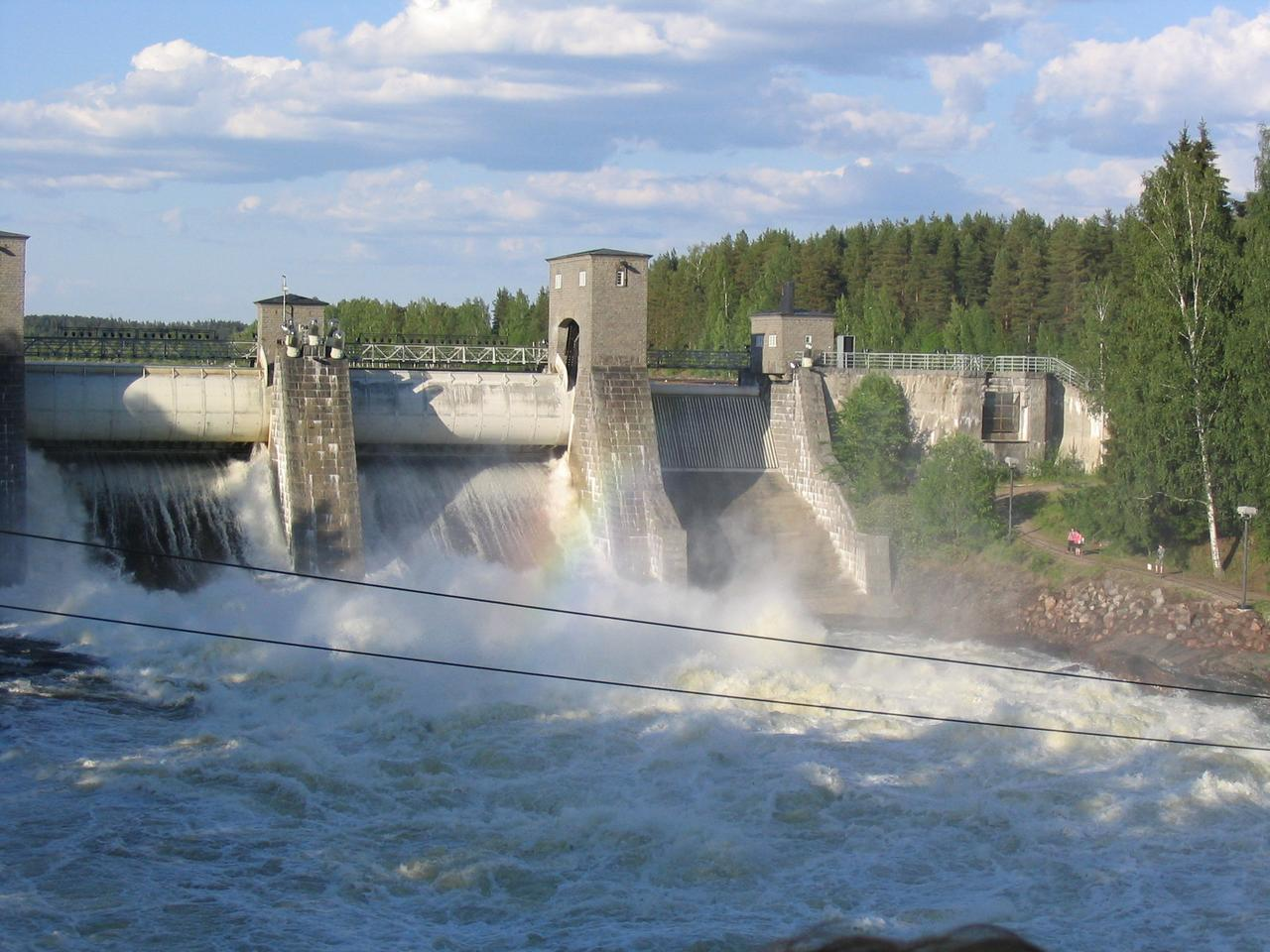
Central hidroeléctrica de Imatrankoski.

### Energía hidroeléctrica
La energía hidroeléctrica es una de las formas de producción de electricidad renovable más importantes para Fortum. En 2021, Fortum era propietario o copropietario de más de 150 centrales hidroeléctricas en Finlandia y Suecia, incluidas plantas de energía en los ríos Dalälven, Indalsälven y Ljusnan en el centro Suecia y en los ríos Oulujoki, Kemijoki y Vuoksi en Finlandia.

### Energía nuclear
En 2021, Fortum era propietario de la planta nuclear en Loviisa, Finlandia. Sus activos nucleares también cubren a Suecia con una participación del 43% en la central nuclear de Oskarshamn y el 22% de tres centrales nucleares de Forsmark. Además, Fortum posee una participación del 27% en Teollisuuden Voima, que opera tres centrales nucleares en la planta de energía nuclear de Olkiluoto.

### Producción combinada de calor y energía eléctrica
Fortum produce y vende calor en los países nórdicos, Rusia y Polonia, con 26 plantas que combinan la producción de calor (calefacción urbana) y energía eléctrica. Fortum es el quinto productor de calor a nivel mundial.

### Venta de electricidad y calefacción
Fortum vende electricidad, productos y servicios eléctricos a 1,3 millones de clientes en Suecia, Finlandia, Noruega y Polonia. En 2014, Fortum cerró su central eléctrica de carbón de 1.000 MW en Ingå (Finlandia) y la demolió en 2020. La empresa también posee y opera alrededor de red de calefacción urbana en Finlandia, en Suecia, en Polonia y en Rusia.

### Energía solar
La empresa ha declarado que su ambición es construir una pequeña cartera de energía solar fotovoltaica para adquirir experiencia en diferentes tecnologías solares y en operar en el mercado energético indio.

### Soluciones de reciclaje y residuos
Fortum ofrece servicios de gestión medioambiental y eficiencia de materiales en los países nórdicos. Los servicios incluyen soluciones de reciclaje, reutilización y disposición final, así como servicios de remediación de suelos y construcción ambiental.